# Verein zur Pflege verwundeter Krieger
Der Oldenburger Verein zur Pflege verwundeter Krieger wurde am 2. Januar 1864 in Oldenburg gegründet. Er widmete sich der Versorgung von im Krieg verwundeten Soldaten und nahm die Aufgaben einer freiwilligen Hilfsgesellschaft wahr, die sich aus den Beschlüssen der Genfer Konferenzen von 1863 und 1864 ergaben. Er besteht heute in Form des Landesverbandes Oldenburg des Deutschen Roten Kreuzes weiter.

## Geschichte
Auch in Oldenburg waren die militärischen Vorgänge der Schlacht von Solferino zumindest durch die Berichterstattung der Allgemeinen Militärzeitung bekannt. Als Augenzeuge dieser Schlacht berichtete der Genfer Bürger Henry Dunant in seinem Buch Eine Erinnerung an Solferino mit eindringlichen Worten darüber und machte konkrete Vorschläge für den zukünftigen Schutz von Verletzten und deren Helfern. Auch diese Schrift war in Oldenburg bekannt. Die Publikation von Dunant führte zur Gründung des später so benannten „Internationalen Komitees vom Roten Kreuz“. Besonders die durch das Komitee vorbereiteten und durchführten Konferenzen in Genf (1863 und 1864) waren für die Verabschiedung der Genfer Konventionen und der Gründung des Roten Kreuzes von besonderer Bedeutung.

Zur ersten Konferenz im Oktober 1863 war bereits der Chefarchitekt des Großherzogtums Oldenburg, Otto Lasius, eingeladen. Er nahm jedoch in Genf nicht teil. In einem Brief vom 20. Oktober 1863 teilt er Henry Dunant mit, dass die oldenburgische Regierung „vollkommen die außerordentliche Bedeutung der Zielsetzung der Versammlung im Interesse der Menschlichkeit anerkennt.“

## Verein zur Pflege verwundeter Krieger
Die am 2. Januar 1864 tagende Generalversammlung des Schützenvereins Oldenburg beschloss die Gründung eines Vereins zur Pflege verwundeter Krieger auf dem Schlachtfeld „zu dessen Mitgliedern sich vorerst die Versammelten betrachteten, mit dem Wunsche, daß sich die Betheiligung auf größere Kreise im ganzen deutschen Vaterland erstrecken möge.“ Die Versammlung entwarf einen ersten Satzungsentwurf der folgende Aufgaben vorsah:

„§ 1. Der Verein hat die Aufgabe, zu Kriegszeiten mit allen ihm zu Gebote stehenden Mtteln bei dem Gesundheitsdienste der Heere Hülfe zu leisten.

§ 2. Der Verein setzt sich mit der Staatsregierung in Verbindung, damit seine Dienstanerbietung vorkommenden Falls Annahme findet, und bittet um Mittheilung Seitens dieser um alles dasjenige, was seine Zwecke zu fördern im Stande ist.

§ 3. Der Verein sucht sofort die Mittel zur Durchführung seines Zweckes herbeizuschaffen und in angemessen erscheinender Weise in Bereitschaft zu halten, insbesondere durch Anschaffung von Verbandsmitteln, Ausbildung von Krankenwärtern und Trägern von Blessirten.“

Eine Besonderheit dieser Satzung war, dass eine Beitragspflicht bestand:

„§ 7. Durch Zeichnung eines jährlichen Beitrags von 10 gr. wird das Recht der Mitgliedschaft für das Rechnungsjahr, in welchem der Beitrag geleistet ist, erworben.“

Anlässlich der ersten konstituierenden Sitzung des Vereins am 10. Februar 1864 wurde eine leicht ergänzte Satzung angenommen und Obergerichtsanwalt Dr. Niels Hoyer zum Vorsitzenden gewählt. Weitere Vorstandsmitglieder waren Christine Claussen, Lina Dugend, Stabsarzt Dr. Müller und Kaufmann Bernhard Fortmann. Der Verein entfaltete sofort seine Tätigkeit und bittet die Bevölkerung um Sach- und Geldspenden für die Verwundeten des Deutsch-Dänischen Krieges. Stabsarzt Dr. Müller begibt sich nach Flensburg „um die Einrichtung der Sanitäts-Anstalten im Felde praktisch kennen zu lernen; gleichzeitig wird derselbe aber auch als Arzt thätig sein.“

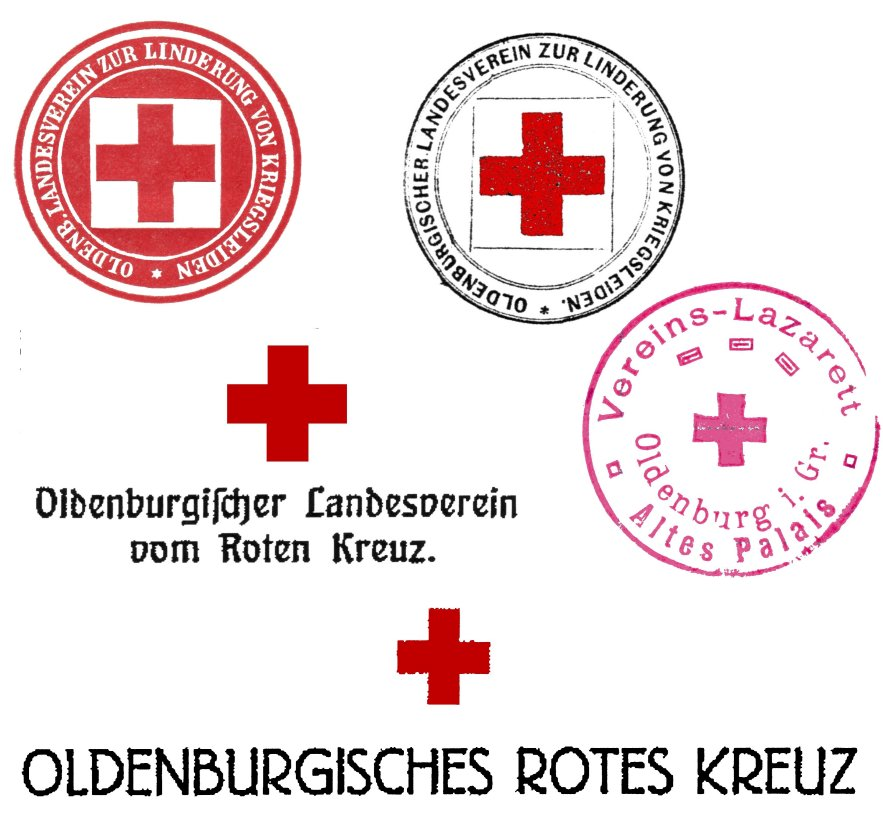
Logos Rotes Kreuz Oldenburg

Später berichtet Otto Lasius in einem Vortrag am 21. März 1865 die Öffentlichkeit über „den Genfer Kongreß von 1863/64 und die Erfahrungen aus dem schleswigschen und dem nordamerikanischen Krieg“.
Im April 1869 schloss sich der Landesverein dem „Centralkomitee der Deutschen Vereine zur Pflege im Felde verwundeter und erkrankter Krieger“ an.
Der Rechenschaftsbericht für die Berichtsjahre 1864 bis 1867 belegt die Mitgliedschaft von 303 Mitgliedern. Im darauf folgenden Rechenschaftsbericht (1868–1872) wird von bereits 25 Zweigvereinen berichtet. In diesem Berichtszeitraum wurden Einnahmen in Höhe von 56.649 Thalern erreicht. Hiervon wurden 54.999 Thaler für Vereinszwecke aufgewandt und 1.649 Thaler als Vereinsvermögen ausgewiesen. Bedeutung für die Arbeit in dieser Zeit war die Tätigkeit des Vereins für die Verwundeten des Deutsch-Französischen Krieges. Hierzu zählten u. a. die „Einrichtung von Lazaretten, Pflege Verwundeter, Versendung von Versorgungsgütern aller Art in das Kampfgebiet oder in die Depots für die Hospitäler und Lazarette als auch zum Wohle der unverwundeten Soldaten.“ Weiterhin wurde „ein Auskunftsbüro eingerichtet für Familien, die ohne Nachricht von den Ihren waren, und sie trat sowohl mit dem zentralen Auskunftsbüro in Berlin in Verbindung wie auch mit ausländischen Gesellschaften, unter anderem mit den Krankenhäusern in Afrika. Sie hat auch Sorge darauf verwandt, nach oldenburgischen Soldaten zu forschen, die in anderen deutschen Lazaretten lagen, um sie mit dringend Benötigtem zu versorgen.“

## Oldenburgischer Landesverein zur Linderung von Kriegsleiden
Nach der Vereinigung mit dem „Centralcomité zur Unterstützung der hülfsbedürftigen Krieger und ihrer Angehörigen“ im Jahr 1872 wurde der Verein durch Satzungsänderung umbenannt in „Oldenburgischer Landesverein zur Linderung von Kriegsleiden“. Der Verein erhält mit Bekanntmachung des Staatsministeriums vom 1. August 1872 die Rechte einer juristischen Person. Das „Bulletin international des sociétés de secours aux militaires blessés“ formuliert im Jahr 1873 zur neuen Satzung des Vereins: „In diesen Statuten ist uns die Besonderheit aufgefallen, daß die oldenburgische Gesellschaft [...] sich ein doppeltes Ziel setzt: den Soldaten in Kriegszeiten Hilfe zu leisten wie auch die Bedürfnisse der Invaliden oder der Witwen und Waisen Gefallener zu sorgen.“
Auch noch über zehn Jahre nach dem Deutsch-Französischen Krieg unterstützte der Verein eine Vielzahl von Invaliden bzw. deren Hinterbliebenen:
|          | 1882   | 1883   | 1884   | 1885   | 1886    | 1887    | Gesamt    |
| -------- | ------ | ------ | ------ | ------ | ------- | ------- | --------- |
| Mark     | 3066,- | 3534,- | 4254,- | 3641,- | 3523,50 | 2683,25 | 20.701,75 |
| Personen | 119    | 132    | 139    | 141    | 165     | 151     | 708       |

Betrug die Anzahl der Mitglieder im Jahr 1892 noch 1.800 Personen, so reduzierte sie sich innerhalb von vier Jahren auf 1.300 Personen (1896).
Der Vorsitzende des Vereins von 1888 bis 1905 war Peter von Gayl.

## Oldenburgischer Landesverein vom Roten Kreuz
Nach einem Beschluss der Konferenz deutscher Rotkreuz-Vereine (Stuttgart, 1898) nahm der Verein im Dezember 1898 den Namen „Oldenburgischer Landesverein vom Rothen Kreuz“ an und überarbeitete seine Satzung.
Ab dem Jahr 1906 kam es zu gemeinsamen Sitzungen mit dem 1892 entstandenen Landesverband der Vaterländischen Frauenvereine im Großherzogtum Oldenburg; diese Zusammenarbeit hatte sich schon in den Jahren 1870/71 bewährt.

## Oldenburgisches Rotes Kreuz
Aus der Zusammenarbeit zwischen den Männern- und Frauenvereinen bildete sich 1921 das „Oldenburgische Rote Kreuz“.

„Der oldenburgische Landesverein vom Roten Kreuz bildet mit dem Landesverbande der Vaterländischen Frauenvereine vom Roten Kreuz im Freistaat Oldenburg das „Oldenburgische Rote Kreuz“.“
Dieser Landesverein vom Roten Kreuz nahm aktiv an der Gründung des Deutschen Roten Kreuzes teil, dessen Mitglied er seit 1921 ist.

## Landesverein Oldenburg-Bremen
Durch die (Reichs-)Satzung des Deutschen Roten Kreuzes vom 29. November 1933 wird das Rote Kreuz auch in Oldenburg umgestaltet. So wird nun ein „Landesverein Oldenburg-Bremen“ gebildet. Dieser Landesverein hatte eigene Rechtspersönlichkeit. Als Präsident wurde Hermann Brauneck im Sommer 1934 von DRK-Präsident Carl Eduard (Sachsen-Coburg und Gotha) zum Präsidenten des Landes-Männerverein Oldenburg-Bremen ernannt. Zur Vorsitzenden des Landes-Frauenvereins wurde Sophie von Engelbrechten ernannt.

## Bezirks-Männerverein für den Landesteil Oldenburg
Aus den Umgestaltungen der DRK-Satzung von 1933 resultieren weitere Veränderungen. So werden die bisherigen Rotkreuz-Organisationen in Oldenburg als „Bezirks-Männerverein Oldenburg“ umgestaltet. Die Satzung vermerkt dazu:

„Aus dem Oldenburgischen Landesverein vom Roten Kreuz (Männerverein) wird ein Bezirks-Männerverein für den Landesteil Oldenburg gebildet.“

„Der Verein ist Rechtsnachfolger des Oldenburgischen Landes-Verein vom Roten Kreuz (Männerverein)…“

„Der Verein besitzt nach Bekanntmachung des Staatsministeriums vom 1. April 1872 die Rechte einer juristischen Person.“

## Einheit „Deutsches Rotes Kreuz“
Durch Gesetz über das Deutsche Rote Kreuz vom 9. Dezember 1937 wurden „... die sonstigen Verbände, Vereine und Untergliederungen des Deutschen Roten Kreuzes [...] zu einer Einheit ‚Deutsches Rotes Kreuz‘ zusammengeschlossen.“ (Satzung, § 1 (1)) Diese zusammengeschlossenen Verbände, Vereine und sonstigen Untergliederungen werden mit dem Inkrafttreten dieses Gesetzes aufgelöst. „Hierunter fallen insbesondere … d) die für die einzelnen Teiles des Reichsgebietes errichteten Männer- und Frauenvereine des Deutschen Roten Kreuzes (Landes-, Provinzial-, Kreis- und Ortsvereine)“ (Satzung, § 7 (2) Buchst. d)

## Auflösung 1945
Das Deutsche Rote Kreuz wurde in den verschiedenen Besatzungszonen im Jahr 1945 aufgelöst.

## Neugründung
Unter Leitung von Staatsrat a. D. Wilhelm Ahlhorn trafen sich im November 1946 die „Vertreter des noch unfertigen. aber schon arbeitenden Landesverbandes, der Kreisverbände und der Oldenburgischen Schwesternschaft zur förmlichen Gründung des Landesverbandes zusammen.“ Sie gründeten – laut Satzung – den „Landesverband Oldenburg vom Deutschen Roten Kreuz in Oldenburg (Oldb).“ neu.
Neben den Quälerhilfsdiensten, die ihre Arbeit zugunsten der Vertriebenen und Flüchtlingen erbrachte (Februar 1946 bis April 1948), arbeitete in der gleichen Zeit das Britische Rote Kreuz mit mehreren Mitarbeitern in einer Dienststelle in Oldenburg (Theaterwall 41) in der Verteilung von Hilfsgütern mit dem neuen Deutschen Roten Kreuz zusammen.

## Protektorat
Der Oldenburgische Landesverein zur Linderung von Kriegsleiden stand seit 1872 unter dem Protektorat des Großherzogs Nikolaus Friedrich Peter und seiner Frau Elisabeth von Sachsen-Altenburg. Anschließend übernahm Großherzog Friedrich August das Protektorat. Mit dem, durch die Novemberrevolution bedingten Thronverzicht Friedrich August, endete auch das Protektorat über das Rote Kreuz. Das Haus von Oldenburg blieb dem Roten Kreuz aber weiter verbunden. So war z. B. die Erbgroßherzogin von Oldenburg von 1955 bis 1973 Vizepräsidentin und anschließend (1973–1991) Ehrenvizepräsidentin des DRK-Landesverbandes Oldenburg. Auch Anton Günther Herzog von Oldenburg war im Beirat des DRK-Landesverbandes Oldenburg vertreten.

## Rotkreuz-Auszeichnungen
Staatliche Auszeichnung:

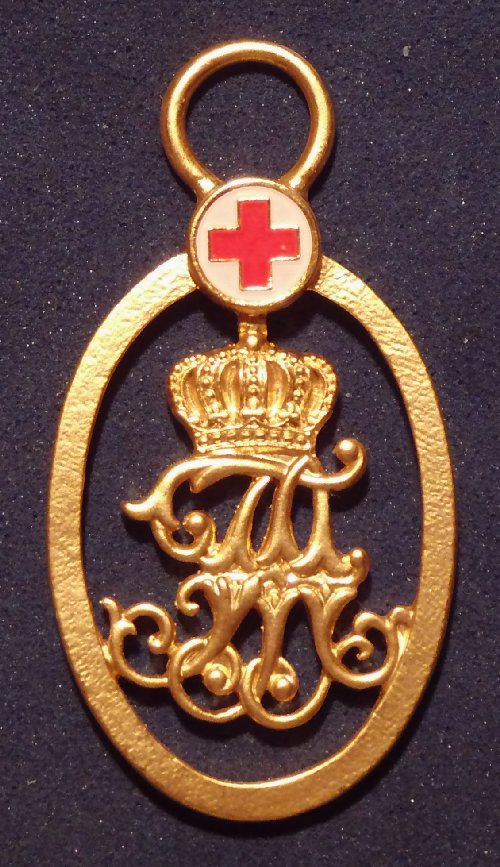
Rote Kreuz-Medaille (Oldenburg); Nachbildung

Im Jahr 1899 wurden erstmals neun in der Rotkreuz-Arbeit verdiente Oldenburger mit der Rote Kreuz-Medaille Preußens bedacht.

Ab 1907 gab es eine eigene Rotkreuz-Auszeichnung im Großherzogtum Oldenburg die „Männern und Frauen verliehen wurden, die sich in freiwilliger Krankenpflege (in Kriegs- oder in Friedenszeiten) oder in sonstiger Betätigung gemeinnütziger Bestrebungen besondere Verdienste erworben haben.“

Rotkreuz-Auszeichnung:

Am 13. Februar 1929 verabschiedete der Oldenburgische Landesvereins vom Roten Kreuz „Bestimmungen über die Verleihung eines Ehrenzeichens für verdienstvolle Tätigkeit in Sanitätskolonnen und ähnlichen Vereinen vom Roten Kreuz, die ihren Sitz in den oldenburgischen Landesteilen Oldenburg und Lübeck haben...“ Das Ehrenzeichen wurde für 10 (Dritte Klasse), 25 (Zweite Klasse) und 40-jährige (Erste Klasse) „eifrige und verdienstvolle Tätigkeit in der Sanitätskolonne“ verliehen.

Die Auszeichnung sah nach Angaben der Verleihungsbedingungen wie folgt aus:

„Das Ehrenzeichen besteht aus einem gleicharmigen Kreuz, dessen äußerer Rand geschweift ist.

Das Mittelteil trägt das Rote Kreuz im weißen Felde mit der Umschrift: "Oldenburgischer Landesverein vom Roten Kreuz.

Die Dritte Klasse ist aus oxydiertem Metall hergestellt. Das Mittelteil ist von einem Eichenkranz umgeben, auf dem die Zahl ‚10‘ angebracht ist.

Die Zweite Klasse ist aus versilbertem Metall hergestellt. Das Mittelteil ist von einem Eichenkranz umgeben, auf dem die Zahl ‚25‘ angebracht ist.

Die Erste Klasse ist aus vergoldetem Metall hergestellt. Das Mittelteil ist von einem Eichenkranz umgeben, auf dem die Zahl ‚40‘ angebracht ist.“